# ايفي
ايفي هي مدينة، في نيجيريا، تقع في ولاية أوشون، بلغ عدد سكانها 501,952 نسمة وذلك حسب إحصائيات سنة 2003، تبلغ مساحتها 1,791 كيلومتر مربع.

## مدن توأم
المدن التوأم:
- سان بيرناردينو، كاليفورنيا.